# 2016年夏季奧林匹克運動會水上芭蕾比賽
2016年夏季奧林匹克運動會水上芭蕾比賽為第31屆夏季奧林匹克運動會的其中一項競賽項目，共產生雙人及集體項目兩面金牌；賽事於2016年8月15日至20日在瑪麗亞·蓮克水上運動中心舉行。

## 獎牌得主
| 項目          | 金牌 | 银牌                                                                                   | 铜牌 |
| 雙人 （詳細） | 娜塔莉婭·伊什琴科 · 斯韋特蘭娜·羅馬絲娜 · 俄罗斯（RUS） | 黃雪辰 · 孫文雁 · 中国（CHN）                                                          | 乾友紀子 · 三井梨紗子 · 日本（JPN）                                                                            |
| 團體 （詳細） | 俄罗斯（RUS） · 弗拉达·奇吉列娃 · 娜塔莉婭·伊什琴科 · 斯韦特兰娜·科列斯尼琴科 · 亚历山德拉·帕茨克维奇 · 斯韋特蘭娜·羅馬絲娜 · 阿拉·希什金娜 · 玛丽亚·舒罗奇金娜 · 格连娜·托皮林娜 · 叶连娜·普罗科菲耶娃 | 中国（CHN） · 顧笑 · 咼俐 · 李曉璐 · 梁馨枰 · 孫文雁 · 湯夢妮 · 尹成昕 · 曾珍 · 黃雪辰 | 日本（JPN） · 箱山愛香 · 乾友紀子 · 丸茂圭衣 · 三井梨紗子 · 中牧佳南 · 中村麻衣 · 小俣夏乃 · 吉田胡桃 · 林愛子 |

## 獎牌榜
| 排名 | 国家／地区 | 金牌 | 银牌 | 铜牌 | 總數 |
| ---- | ---------- | ---- | ---- | ---- | ---- |
| 1    | 俄罗斯     | 2    | 0    | 0    | 2    |
| 2    | 中国       | 0    | 2    | 0    | 2    |
| 3    | 日本       | 0    | 0    | 2    | 2    |
| 总计 | 总计       | 2    | 2    | 2    | 6    |